# Ђого Пиколо (Болцано)
Ђого Пиколо је насеље у Италији у округу Болцано, региону Трентино-Јужни Тирол.
Према процени из 2011. у насељу је живело 35 становника. Насеље се налази на надморској висини од 1534 м.